# 691
Năm 691 là một năm trong lịch Julius.